# RTSP
O Real Time Streaming Protocol (RTSP) é um protocolo a nível de aplicação desenvolvido pela IETF em 1998 com a RFC 2326 para controle na transferência de dados com propriedades de tempo real. RTSP torna possível a transferência, sob demanda, de dados em tempo real como áudio e vídeo. Ele serve para estabelecer e controlar um único ou vários streams sincronizados de mídias contínuas pertencentes a uma apresentação.Utiliza os protocolos TCP e UDP na porta 554.
O conjunto de streams a ser controlado é definido por uma descrição de apresentação, normalmente um arquivo, que pode ser obtido por um cliente usando HTTP ou outro meio como e-mail; e, pode não necessariamente estar armazenado em um servidor de mídia. Uma descrição de apresentação contém informações sobre um ou mais streams que compõe a apresentação, como endereços de rede e informações sobre o
conteúdo da apresentação, além de parâmetros que tornam possível ao cliente escolher a combinação mais apropriada das mídias.